# Joan Fortuny i Guarro

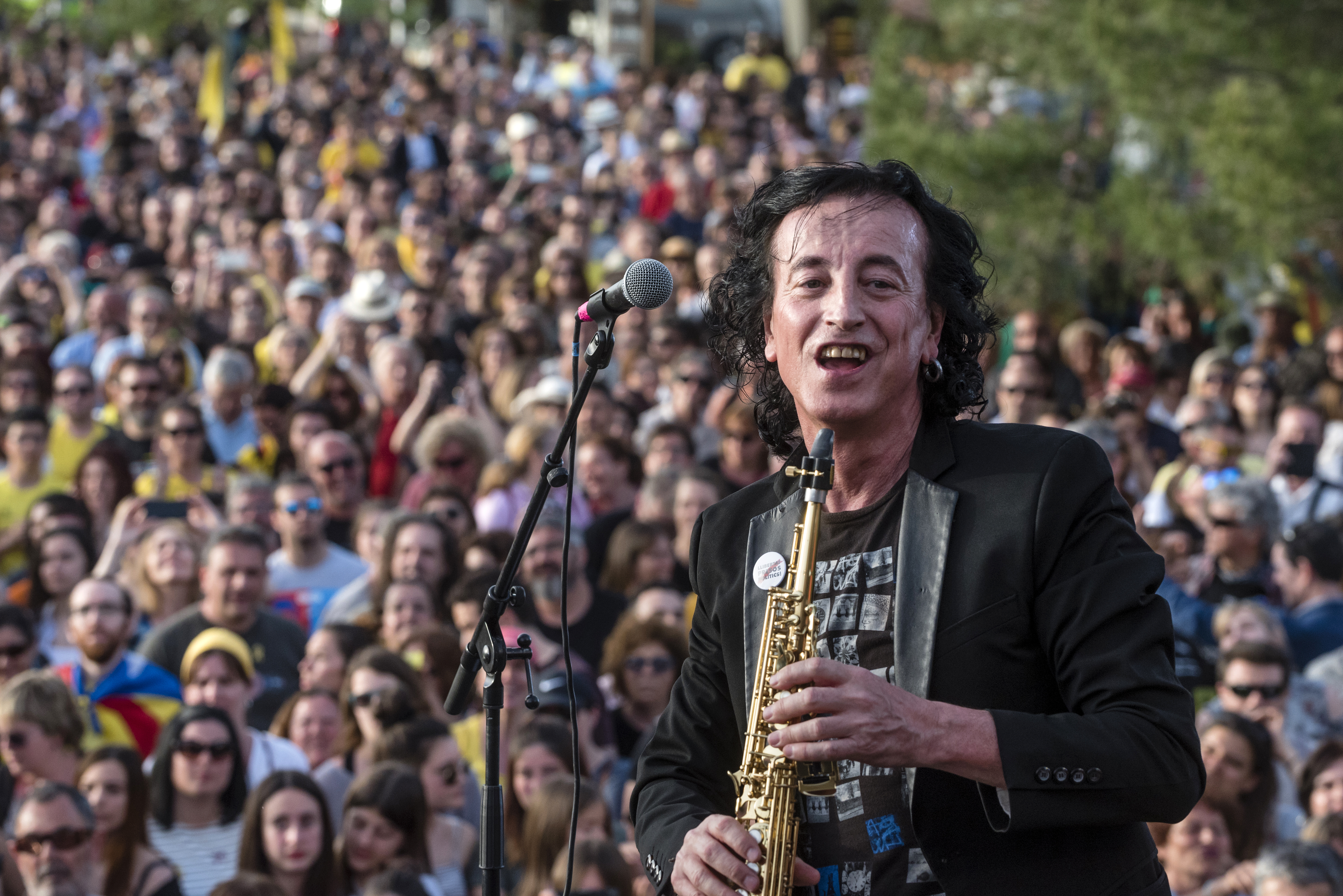
Companyia Elèctrica Dharma, Cultura contra la repressió 2018

Joan Fortuny i Guarro (barrio de Sants, Barcelona, 1955) es un músico catalán, saxofonista y voz de la Compañía Eléctrica Dharma, uno de los grupos más importantes del panorama musical catalán, pionero en la fusión de la música tradicional del país con el jazz, el rock y la psicodelia .
Su principal instrumento ha sido el saxo soprano, aunque puntualmente ha utilizado también el saxo tenor o la tenora .

## Biografía
Hijo de Joan Fortuny, que regentaba una gestoría en Barcelona y de Núria Guarro, la mayor de diez hermanos, que cantaba en el Orfeó de Sants, y que se enorgulleció de haber contribuido a desvelar las inquietudes musicales de sus hijos. Joan, es el tercer hermano de los siete hijos que tuvieron sus padres: Josep (1952-2013), Esteve (1954-1986), Jordi (1958-1979), Lluís (1960), Jaume (1961) y Maria (1967).
Joan, con sus padres y sus dos hermanos mayores, vivieron en la calle Condes de Bell-lloc, del barrio de Sants hasta aproximadamente el año 1958. Pasó cuatro años en Riera Blanca, límite entre Sants y Hospitalet de Llobregat, donde nacieron sus hermanos Jordi y Lluís. Posteriormente en 1961, se trasladó a la calle Mandri, San Gervasio, donde nació su hermano Jaume. Finalmente, a partir de 1966 vivió en el barrio de Horta, en la calle Montserrat de Casanovas, donde nació su hermana Maria. Allí, la familia Fortuny-Guarro vivió casi unos diez años.
Con sus hermanos Josep y Esteve empezó a preparar un repertorio de canciones rock. Y con ellos, creó el grupo Els Llums, con canciones cercanas al blues y el rock, y con temas de los Beatles y los Rolling Stones. El concierto de debut fue en verano de 1967 en el entonces llamado Casal Familiar Parroquial San Antonio de Padua, hoy Casal Font d'en Fargues, del barrio barcelonés La Font d'en Fargues. Josep tocaba la batería, Esteve se preocupaba por el órgano y la guitarra, y Joan se defendía con el bajo. El trío logró una cierta reputación como grupo en directo en giras por casales e institutos.
Marcados por las manifestaciones de los estudiantes en Francia y parte de Europa y la última etapa de la Nueva Canción por los Siete Jueces en los Países Catalanes y la efervescencia del folk, originó que los tres hermanos: Josep, Esteve y en Joan reconviertan el grupo Els Llums, de sueño eléctricos, en un nuevo grupo, La Roda, optando por el folk y un sonido acústico. En esa etapa Joan, tocó la flauta y la guitarra. Posteriormente los tres hermanos hicieron borrón y cuenta nueva al folk, y nuevamente se sintieron atraídos por la música electrificada, reconvirtiéndose en el grupo Fang y posteriormente Disbauxa.
Cuando Els Llums, La Roda, Fang y Disbauxa ya eran agua pasada, hacia 1971, nuevamente los tres hermanos crearon una nueva banda, que se llamó "Dharma". El primer gran festival en el que tomó parte Dharma tuvo lugar en el local Las Palmeras, en Sants, el 30 de junio de 1972. Fue con la creación de esta nueva banda y la incorporación en esta de Carles Vidal, que en 1973 Joan pasaría a tocar el saxo, cuyo sonido se convirtió a partir de ese momento en el elemento identificador de la banda.
El verano del año 1974, en una comuna rural de Girona, Joan, conjuntamente con sus dos hermanos Josep y Esteve, además de Jordi Soley (teclados) y Carles Vidal (bajo y guitarra), creó el grupo de música catalán la Compañía Eléctrica Dharma.
Desde entonces, su vida ha ido ligada directamente al grupo como voz y saxofonista, instrumento y sonido clave del grupo.